# Coloraderpeton
Coloraderpeton is een geslacht van uitgestorven pootloze Lepospondyli, behorend tot de Aïstopoda. Hij leefde in het Laat-Carboon (ongeveer 310 miljoen jaar geleden) en zijn fossiele resten zijn gevonden in Noord-Amerika (Colorado).

## Beschrijving
Zoals alle aïstopoden moet Coloraderpeton een extreem langwerpig lichaam zonder poten hebben gehad. De schedel had de ogen aanzienlijk naar voren gericht en had een uitzonderlijk grote mondopening, vanwege het gebied van het quadratum dat zich ver over het achterhoofd uitstrekte. In tegenstelling tot soortgelijke dieren als Oestocephalus, was het tabulare door het supratemporale bovendien beperkt tot de zijrand van het slaapvenster. Coloraderpeton was voorzien van lange scherpe en gebogen tanden, goed uit elkaar geplaatst, langs de kaken; op het palatoquadratum waren er ook meerdere rijen tanden (terwijl Oestocephalus er maar één had). Het lichaam is onvolledig bekend, maar net als dat van Ophiderpeton en Oestocephalus had het kleine osteodermen in het rompgebied.

## Classificatie
Coloraderpeton brilli werd voor het eerst beschreven door Vaughn in 1969, op basis van onvolledige fossielen gevonden in Fremont County, Colorado. Coloraderpeton en de vergelijkbare Oestocephalus vertegenwoordigen tussenvormen in de evolutie van de aïstopoden, 'amfibieën' die typisch zijn voor het Carboon met zeer langwerpige lichamen zonder ledematen. Coloraderpeton bezat enkele kenmerken die te vinden zijn bij archaïsche aïstopoden als Lethiscus en Ophiderpeton, maar kondigde al afgeleide vormen aan als Phlegethontia wat andere kenmerken betreft.